# Libyens historia under antiken

Libyen ligger i Nordafrika vid Medelhavets kust

Det område som idag utgör staten Libyen bestod under antiken av skilda områden som beboddes av olika berberstammar samt städer som grundats av feniciska, grekiska och romerska kolonister.   
Namnet Libyen härrör från de forntida egyptiernas benämning på en enskild berberstam. Benämningen användes senare av grekerna för större delen av Nordafrika, och termen libyer för alla dess berbiska invånare. 
Arkeologiska fynd visar att från åtminstone 7000-talet f.Kr. ingick Libyens kustslätt i en neolitisk kultur, som bedrev boskapsskötsel och jordbruk, och som var gemensam för hela kuststräckan vid Medelhavet. I söder, i det som nu är Saharaöknen, strövade nomadiska jägare och herdar omkring på en vidsträckt, välbevattnad savann som överflödade av jaktbyten och gav betesmarker åt deras djur. Deras kultur blomstrade tills regionen började uttorkas efter 2000 f.Kr. Savannens folk skingrades inför den annalkande öknen och invaderande ryttare och flyttade till Sudan eller assimilerades med berberna.

## Berberna

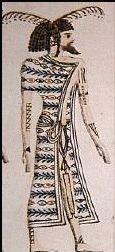
Forntida egyptisk avbildning av en libyer

Berbernas ursprung är ett mysterium som har lett till en stor mängd spekulation men ingen lösning. Arkeologiska och språkliga vittnesbörd antyder starkt sydvästra Asien som den punkt varifrån berbernas förfäder kan ha påbörjat sin migration till Nordafrika i början av tredje årtusendet f.Kr.  
Under de följande århundradena utvidgade de sitt utbredningsområde från Egypten till Nigerflodens område. Berberna, som till större delen härstammar från Medelhavsområdet, uppvisar en stor uppsättning olika fysiska typer och talar ett antal olika inbördes oförståeliga dialekter som tillhör den afroasiatiska språkfamiljen. De har aldrig utvecklat en nationskänsla och har historiskt identifierat sig med sin stam, klan och familj. Berbernas gemensamma beteckning på sig själva är imazighan, som har tolkats som "fria män."
Inskrifter som återfunnits i Egypten från Gamla rikets tid (cirka 2700-2200 f.Kr.) är de tidigaste kända vittnesbörden om den berbiska folkvandringen och även den äldsta skriftliga dokumentationen om Libyens historia. Åtminstone så tidigt som under denna period gjorde besvärande berberstammar, av vilka en identifierades som Levu (eller "libyer"), räder österut ända till Nildeltat och försökte bosätta sig där. Under Mellersta riket (cirka 2200-1700 f.Kr.) lyckades de egyptiska faraonerna tvinga sitt överherravälde på dessa östliga berber och tog ut tribut från dem. Många berber tjänade i faraonernas armé, och vissa uppnådde betydelsefulla positioner i den egyptiska staten. En sådan berbisk officer tog kontroll över Egypten omkring år 950 f.Kr. och härskade som farao under namnet Shishonk I. Hans efterträdare i de tjugoandra och tjugotredje dynastierna - de så kallade libyska dynastierna (cirka 945-730 f.Kr.)--tros också har varit berber.

## Tripolitanien och fenicierna

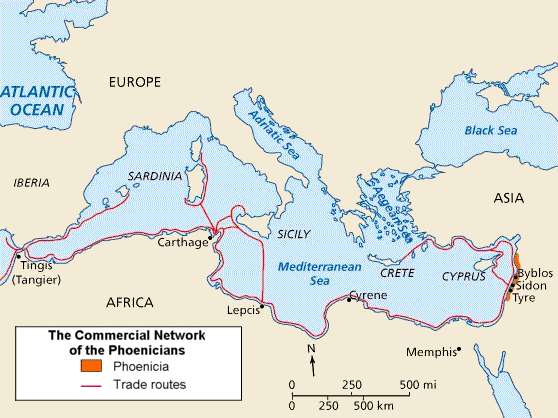
Feniciernas handelsnätverk

Driftiga feniciska köpmän var aktiva runtom i Medelhavsområdet före 1100-talet f.Kr. De depåer som de upprättade vid säkra hamnplatser vid Afrikas kust för att underhålla, utrusta och skydda sina skepp var länkarna i en kedja som sträckte sig över havet från Levanten till Spanien. Många nordafrikanska städer och byar började som feniciska handelsstationer, där köpmännen från Tyros (i dagens Libanon) så småningom utvecklade handelsförbindelser med berberstammarna och slöt fördrag med dem för att försäkra sig om deras samarbete i utvinning av råmaterial. Vid 400-talet f.Kr. hade Karthago, den främsta av de feniciska kolonierna, utsträckt sitt herravälde över stora delar av Nordafrika, där en distinkt civilisation, kallad punisk, uppstod. Puniska bosättningar vid Libyens kust var bland andra Oea (Tripoli), Labdah (senare Leptis Magna) och Sabratah, i ett område som sammantaget kom att bli känt som Tripolis, eller "Tre städer".
Under ledning av en köpmannaoligarki odlade Kartago och dess underlydande städer goda förbindelser med berberstammarna i inlandet, men stadsstaten var i huvudsak en sjömakt vars expansion längs västra Medelhavets kust förde den till en konfrontation mot Rom på 200-talet f.Kr. Kartago besegrades i puniska krigen (264-241 och 218-201 f.Kr.) och reducerades av Rom till en ställning som en liten och sårbar afrikansk stat utlämnad åt berberna. Av fruktan för ett återupplivat Kartago tog romarna dock upp kriget igen, och Kartago förstördes år 146 f.Kr. Tripolitanien tilldelades Roms allierade, den berbiske kungen av Numidien. Hundra år senare avsatte Julius Caesar den regerande numidiske kungen, som hade tagit parti för Caesars rival Pompejus i de romerska inbördeskrigen, och annekterade hans vidsträckta territorium till Romarriket. Tripolitanien blev en romersk provins.
Den puniska civilisationens inflytande i Nordafrika var djupt inrotad. Berberna smälte samman puniska kulter med sin egen religion. Det puniska språket talades fortfarande i Tripolitaniens städer och av berbiska bönder under den sena romerska perioden.

## Cyrenaika och grekerna

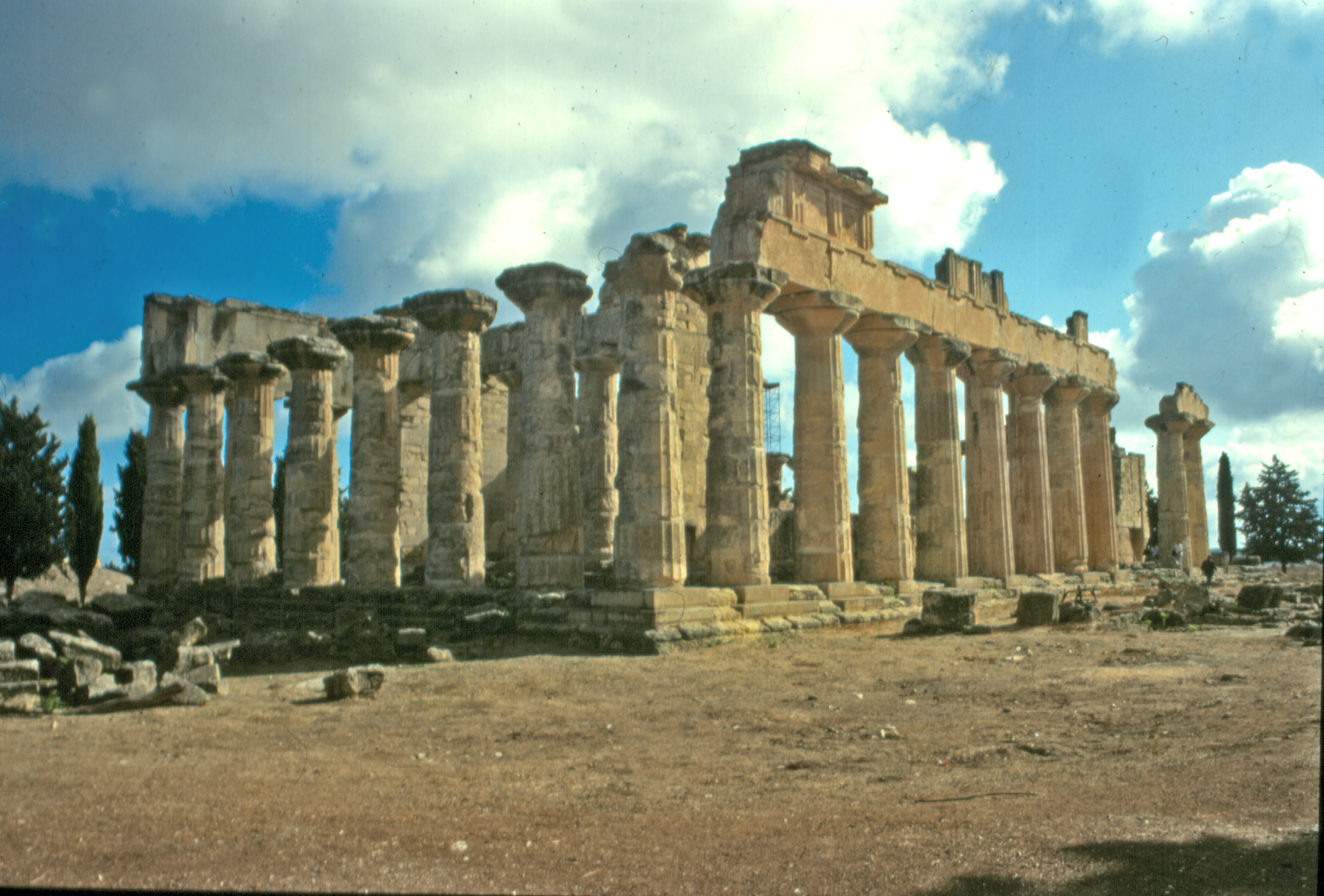
Zeustemplet i Kyrene

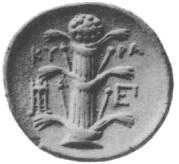
Mynt från Kyrene med avbildning av silphium

Liksom fenicierna hade minoiska och grekiska sjöfarare i århundraden sonderat Nordafrikas kust, som där den var närmast låg 300 kilometer från Kreta, men systematisk grekisk kolonisering där började först under 600-talet f.Kr. under den stora grekiska koloniseringstiden. Enligt traditionen blev emigranter från den överbefolkade ön Thera beordrade av oraklet i Delfi att söka sig ett nytt hem i Nordafrika, där de 631 f.Kr. grundade staden Kyrene. Platsen som berbiska vägvisare hade lett dem till var ett fruktbart höglandsområde omkring 20 kilometer inåt land från havet vid en plats där enligt berberna ett "hål i himlen" skulle ge riklig nederbörd åt kolonin.
Inom 200 år hade ytterligare fyra viktiga grekiska städer upprättats i området:  Barka (Al Marj); Euhesperides (senare Berenike, dagens Benghazi), Teuchira (senare Arsinoe, dagens Tukrah) och Apollonia (Susah), Kyrenes hamnstad. Tillsammans med Kyrene var dessa kända som Pentapolis (Fem städer). De konkurrerade ofta med varandra och fann det svårt att samarbeta även när de mötte gemensamma fiender. Från Kyrene, moderorten och den främsta av de fem, härrörde namnet Cyrenaika för hela regionen.
Grekerna i Pentapolis stod emot intrång från egyptierna i öster samt kartagerna i väster, men år 525 f.Kr. erövrade Kambyses (son till perserkungen Kyros den store) här, strax efter erövringen av Egypten, Cyrenaika, som under de två följande århundradena stod under persiskt eller egyptiskt herravälde. Alexander den store välkomnades av grekerna när han anlände i Cyrenaika år 331 f.Kr. När Alexander dog 323 f.Kr. delades hans imperium upp mellan hans makedonska generaler. Egypten, med Kyrene, tillföll Ptolemaios, den av Alexanders generaler som tog över hans afrikanska och syriska områden. De andra grekiska stadsstaterna i Pentapolis behöll sitt självstyre. Stadsstaternas oförmåga att behålla stabila regeringar fick dock ptoleméerna att påtvinga dem fungerande konstitutioner. Senare bildades en federation av Pentapolis som vanligen styrdes av en kung från det ptolemaiska kungahuset. Ptolemaios Apion, den siste grekiske härskaren, efterlämnade Cyrenaika till Rom, som annekterade regionen formellt år 74 f.Kr. och förenade den med Kreta som en romersk provins.
Den ekonomiska och kulturella utvecklingen i Pentapolis var opåverkad av den oro som dess politiska liv genererade. Regionen blev rik av spannmål, vin, ull och kreatursuppfödning samt av silphium, en ört som bara växte i Cyrenaika och som betraktades som ett afrodisiakum. Kyrene blev ett de främsta intellektuella och konstnärliga centrumen i den grekiska världen, känt för sin läkarskola, sina lärda akademier och sin arkitektur, som omfattade några av de finaste exemplen på hellenistisk stil. Kyrenaikerna, en skola tänkare som framlade en moralisk munterhetslära som definierade lyckan som summan av mänskliga nöjen, gjorde också staden till sitt hem.

## Fezzan och garamanterna
Under hela perioden av punisk och grekisk kolonisation på kustslätten dominerades området Fezzan av garamanterna, ett stamfolk som kom till området någon gång före 1000 f.Kr. I öknen upprättade de ett mäktigt rike över handelsvägen mellan västra Sudan och Medelhavskusten. Garamanterna efterlämnade många inskrifter i tifinagh, den gamla berbiska skriften som fortfarande används av tuaregerna. Förutom dessa och Herodotos och andra klassiska författares observationer om deras seder och förbindelser med kustsamhällena, var lite känt om detta folk tills moderna arkeologiska metoder kom i bruk.
Garamanternas politiska makt var begränsad till en omkring 400 kilometer lång kedja oaser i Wadi Ajal, men från sin huvudstad i Germa kontrollerade de karavanhandeln i öknen från Ghadames söderut till Nigerfloden, österut till Egypten och västerut till Mauretanien. Kartagerna anställde dem som godsbärare – guld och elfenben köptes i utbyte mot salt – från västra Sudan till sina depåer vid Medelhavets kust. Garamanterna var också kända som hästavlare och herdar. De lyckades bevattna delar av sina torra länder för odling genom att använda foggares, vidsträckta underjordiska nätverk av vattenkanaler beklädda med sten. Deras rikedom och tekniska kunnande omvittnas också av lämningarna efter deras städer, som var byggda i sten, och över 50 000 av deras pyramidgravar. Rom skickade flera straffexpeditioner mot garamanterna innan de slöt en bestående handels- och försvarsallians med dem i slutet av 100-talet e.Kr.

## Libyen och romarna

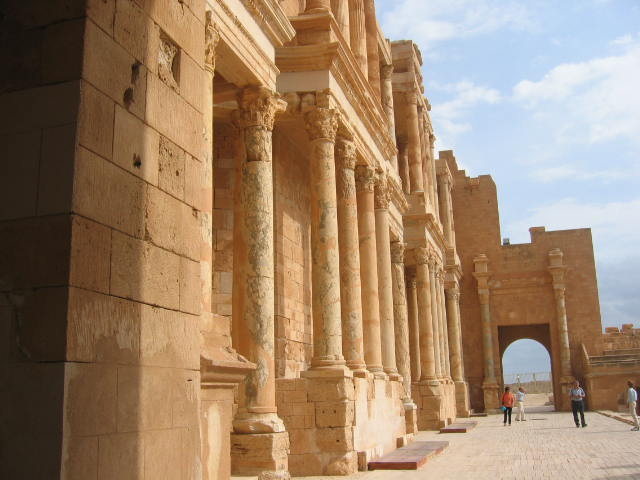
Den romerska teatern i Sabratha

Under mer än 400 år var Tripolitanien och Cyrenaika välmående romerska provinser och ingick i en kosmopolitisk stat vars medborgare hade ett gemensamt språk, gemensamt rättssystem och gemensam romersk identitet. Romerska ruiner som de i Leptis Magna, som finns kvar i nuvarande Libyen, påvisar livskraften i området, där folkrika städer och till och med mindre orter åtnjöt stadslivets bekvämligheter – forum, marknader, offentlig underhållning och bad – som hittades i varje hörn av Romerska riket. Köpmän och hantverkare från många delar av den romerska världen etablerade sig i Nordafrika, men städerna i Tripolitanien behöll sin bestämda puniska karaktär och de i Cyrenaika sin grekiska. Tripolitanien var en stor exportör av olivolja, samtidigt som det var en stapelplats för guldet och slavarna som fördes till kusten av garamanterna, medan Cyrenaika fortsatte att vara en viktig leverantör av vin, läkemedel och hästar. Merparten av befolkningen på landsbygden bestod av berbiska jordbrukare, som i väster var helt och hållet "puniserade" i språk och seder.
Fastän de afrikanska provinserna gynnades lika mycket som någon annan del av imperiet av införandet av Pax Romana, var området inte skonat från missämja och krigshot. Först nära slutet av första århundradet e.Kr. genomförde armén en fullständig pacificering av Sirtica, en tillflykt i öknen för de barbarstammar som hade hindrat landsvägstrafiken mellan Tripolitanien och Cyrenaika. Men i över tvåhundra år därefter flöt handeln säkert mellan marknader och hamnar längs ett väl underhållet vägsystem och sjövägar som övervakades av romerska styrkor som också garanterade säkerheten för bebodda områden mot intrång av ökennomader. Det vidsträckta territoriet försvarades av en lokalt rekryterad region (5 500 män) i Cyrenaika och grunderna av en annan i Tripolitanien, förstärkta av hjälptrupper från stamfolk vid gränsen. Även om expeditioner trängde djupt in i Fezzan sökte Rom i allmänhet endast kontrollera de områden i de afrikanska provinserna som var ekonomiskt nyttiga eller kunde garnisoneras med tillgängliga soldatmaterial.
Under ptoleméerna hade Cyrenaika blivit hem för en stor judisk gemenskap, vars antal ökades betydligt av tiotusentals judar som deporterades dit efter det misslyckade upproret mot det romerska styret i Palestina och förstörelsen av Jerusalem år 70 e.Kr. Vissa av flyktingarna nådde fram till öknen, där de blev nomader och närde sitt våldsamma hat mot Rom. De konverterade många av de berber som de beblandade sig med till judendomen, och i vissa fall identifierades hela stammar som judiska. År 115 väckte judarna ett större uppror i Cyrenaika som snabbt spreds genom Egypten tillbaka till Palestina. Upproret hade slagits ned 118, men först efter att judiska rebeller hade ödelagt Cyrenaika och plundrat staden Kyrene. Samtida betraktare räknade dödsfallen under de åren till över 200 000, och minst ett århundrade krävdes för att återställa Cyrenaika till den ordning och det välstånd som samtidigt var förhärskande i Tripolitanien.

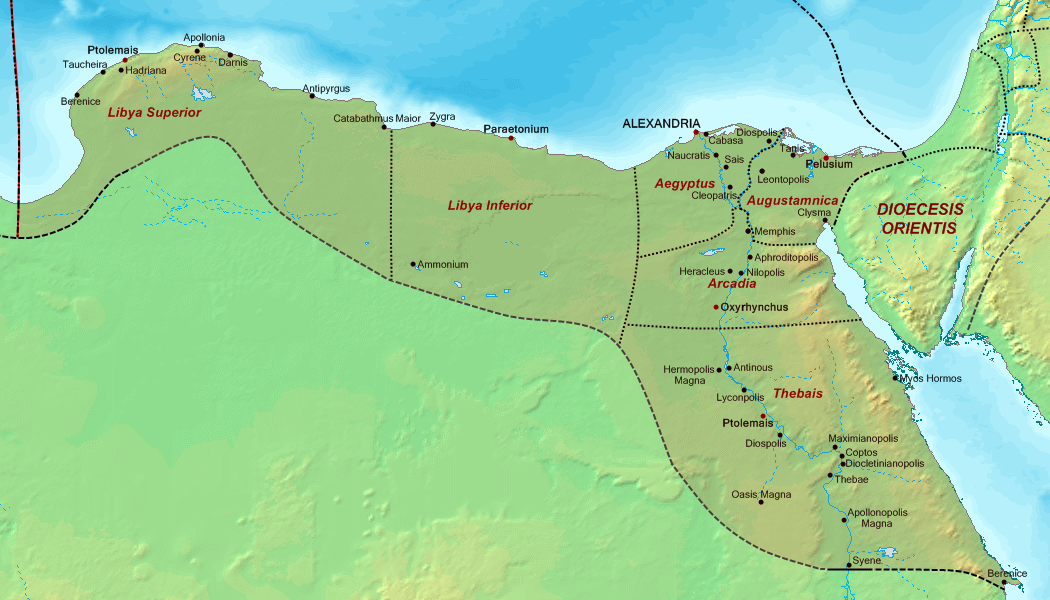
De romerska provinserna i nordöstra Afrika cirka 400 e.Kr.

Som en del av sin omorganisering av imperiet år 300 skilde kejsar Diocletianus administrationen av Kreta från Cyrenaika och bildade de nya provinserna Övre Libyen och Nedre Libyen i den senare. Detta var första gången termen Libyen användes som en administrativ beteckning. Med den slutgiltiga delningen av imperiet år 395 hänfördes libyerna till det östra imperiet, medan Tripolitanien fogades till det västra imperiet.
Vid början av 100-talet hade kristendomen introducerats bland den judiska befolkningen, och den fick snart anhängare i städerna och bland slavar. Roms provinser i Afrika var helt och hållet kristnade vid slutet av 300-talet, och invägar hade gjorts även bland berberstammarna i inlandet. Från ett tidigt datum utvecklade dock kyrkorna i Tripolitanien och Cyrenaika distinkta kännetecken som avspeglade deras skiljaktiga kulturella inriktningar. Den förra kom under den latinske patriarkens, biskopens av Rom, överhöghet, och den senare under den koptiske (egyptiske) patriarken av Alexandria. I båda områden blev religiösa avvikelser ett medel för samhällsrevolter vid en tid av politiskt sönderfall och ekonomisk depression.
På inbjudan av en rebellisk romersk ämbetsman kom den germanska stammen vandalerna till Nordafrika från Spanien år 429. De tog makten och upprättade under sin ledare Gaiserik ett rike med Kartago som huvudstad. Även om Romarriket så småningom erkände deras herravälde över stora delar av Nordafrika, inklusive Tripolitanien, begränsade vandalerna sitt styre till de mest ekonomiskt lönsamma områdena. Där utgjorde de en isolerad krigarkast, som ägnade sig åt att ta upp skatter och exploatera marken men lämnade den civila administrationen i romerska händer. Från sin afrikanska bas erövrade de Sardinien och Korsika och företog räder mot Italien. De plundrade staden Rom år 455. I sinom tid förlorade dock vandalerna mycket av sin krigiska anda och deras rike föll för den bysantinske generalen Belisarios, som påbörjade den romerska återerövringen av Nordafrika år 533.
Den faktiska bysantinska kontrollen i Tripolitanien var begränsad till kusten, och till och med där var den svag, vilket omvittnades av de nybyggda murarna runt städer, de befästa gårdarna och vakttornen. Regionens välstånd hade krympt under vandalernas herravälde, och den gamla romerska politiska och sociala ordningen, som avbröts av vandalerna, kunde inte återställas. I avlägsna områden som hade försummats av vandalerna hade invånarna sökt skydd från stamhövdingar och motsatte sig återassimilering i imperiet efter att de blivit vana vid sitt självstyre. Cyrenaika, som hade förblivit en bysantinsk utpost under vandalperioden, kom också att likna ett befäst läger. Impopulära bysantinska guvernörer införde betungande skatter för att möta militära kostnader, men städer och offentliga tjänster-inklusive vattensystemet-lämnades att förfalla. Det bysantinska styret i Afrika förlängde dock det romerska idealet om enighet i imperiet där i ännu ett och ett halvt århundrade, och hindrade de berbiska nomaderna från att ta makten i kustregionen.